# Uzbekistan na Letnich Igrzyskach Olimpijskich 1996
Uzbekistan na Letnich Igrzyskach Olimpijskich 1996 reprezentowało 71 zawodników, 63 mężczyzn i 8 kobiet.

## Zdobyte medale
| Medal  | Zawodnik         | Dyscyplina | Konkurencja                           | Rezultat    |
| ------ | ---------------- | ---------- | ------------------------------------- | ----------- |
| Srebro | Armen Bagdasarov | Judo       | Waga średnia (do 86 kg) mężczyzn      | [ 1 ] [ 2 ] |
| Brąz   | Karim Toʻlaganov | Boks       | Waga lekkośrednia (do 71 kg) mężczyzn | [ 1 ] [ 3 ] |